# Vitalis Danon
Vitalis Danon (hébreu : ויטליס דאנון), né le 10 décembre 1897 à Edirne et mort le 1er juin 1969 à Cannes, est un écrivain et enseignant tunisien,. Il est notable pour son portrait de la vie quotidienne des Juifs de Tunisie dans son roman Ninette de la rue du Péché.

## Biographie
Danon naît à Edirne en Turquie au sein d'une famille de Juifs séfarades.
Il est diplômé de l'Alliance israélite universelle (AIU) à Paris. En 1917, il est diplômé de l'École normale israélite orientale à Paris.

## Carrière
En 1917, Danon devient directeur de l'école de l'AIU à Sfax en Tunisie. Entre 1921 et 1926, il est directeur de la plus grande école de l'AIU, celle de la Hafsia à Tunis.
En 1929, il co-écrit le livre La Hara conte... avec Raphaël Lévy (Ryvel) et Jacques Vehel puis publie Aron le colporteur en 1933, Dieu a pardonné en 1934 et son roman le plus connu, Ninette de la rue du Péché, en 1938. Entre 1954 et 1955, Danon publie deux volumes de Petite histoire des Juifs. En 1955, Danon publie finalement Étude sociale sur cent familles juives de la Hara.
Directeur de toutes les écoles de l'AIU de 1954 à 1960, il prend sa retraite à Cannes en 1960 et y meurt en 1969,.

## Œuvres
- Jacques Vehel, Vitalis Danon et Raphaël Lévy, La Hara conte..., Paris, Éditions Ivrit, 1929 (lire en ligne).
- Vitalis Danon, Aron, le colporteur : nouvelle juive nord-africaine, Tunis, Éditions de la Kahena, 1933 (OCLC 44075468).
- Vitalis Danon, Dieu a pardonné : nouvelle juive nord-africaine, Tunis/Paris, Éditions de la Kahena/Librairie Lipschutz, 1934 (OCLC 473823432).
- Vitalis Danon (préf. Ginevra Pierre Hubac), Ninette de la rue du Péché, Tunis, Éditions de la Kahéna, 1938 (OCLC 463881172).
- Vitalis Danon, Petite histoire des Juifs, vol. I : De la création à la captivité de Babylone, Tunis, La Caravelle, 1954 (OCLC 646516085).
- Vitalis Danon, Petite histoire des Juifs, vol. II : Du retour de la captivité à la mort de Saadia, Tunis, La Caravelle, 1955 (OCLC 646516085).

### Publications sélectionnées
- Vitalis Danon, « Étude sociale sur cent familles juives de la Hara : monographie primée par l'Alliance israélite universelle et l'American Joint Distribution Committee (mai 1954) », Les Cahiers de Tunisie, vol. 10,‎ 1955, p. 180-210 (ISSN 0008-0012, OCLC 491943108).
- Vitalis Danon, « Images de la Hara en 1949 », Cahier d'études maghrébines, vol. 2,‎ 2008, p. 243-247 (OCLC 949167343).

### Traductions en anglais
- (en) Vitalis Danon (trad. Jane Kuntz, intro. Lia Brozgal et Sarah Abrevaya Stein), Ninette of Sin Street : A Novella, Stanford, Stanford University Press, 2017 (ISBN 978-1-503-60229-8, OCLC 1077721903, lire en ligne).